# 蜇伏辛普遜鱂
蜇伏辛普遜鱂，為輻鰭魚綱鯉齒目鰕鱂亞目溪鱂科的其中一種，為熱帶淡水魚，分布於南美洲巴西托坎廷斯河流域，體長可達2.8公分，棲息在季節性水塘底中層水域，生活習性不明。

## 擴展閱讀
維基物種上的相關：蜇伏辛普遜鱂